# Штраус, Рихардт
Конрад Рихардт Штраус (африк. Conrad Richardt Strauss, родился 28 января 1986 года в Претории) — ирландский регбист южноафриканского происхождения, выступавший на позиции хукера; известен по игрокам за клуб «Читаз» из Супер Регби, клуб «Ленстер» из Про14 и сборную Ирландии.

## Биография
Родился 28 января 1986 года в Претории. Брат южноафриканского регбиста Андриса Штрауса, кузен другого регбиста Адриана Штрауса. Окончил колледж Грея в Блумфонтейне. В Кубке Карри выступал за команду «Фри-Стейт Читаз», где играли будущие звёзды «Ленстера» Олли Ле Ру и Си-Джей ван дер Линде. Штраус провёл 54 матча и занёс 14 попыток, выиграв в 2006 году Кубок Карри. В 2007 году он стал игроком «Читаз», проведя 36 игр и занеся одну попытку в рамках Супер Регби.
В 2009 году Штраус перешёл в ирландскую команду «Ленстер», которая в минувшем сезоне выиграла Кубок Хейнекен. Первый матч провёл против «Скарлетс» в Кельтской лиге, выйдя на замену; через неделю снова вышел на замену в игре против «Кардифф Блюз», завершившейся победой. Всего он сыграл 35 игр, в том числе 9 в Кубке Хейнекен (принял участие в победном финале Кубка Хейнекен 21 мая 2011 года над «Нортгемптон Сэйнтс», а также помог команде в 2012 году повторить успех). В октябре 2013 года у Штрауса было выявлено серьёзное заболевание сердца, потребовавшее хирургического вмешательства, из-за чего он пропустил весь сезон 2013/2014. 17 января 2014 года он вернулся досрочно в строй, сыграв матч 6-го тура группового этапа Кубка Хейнекен против «Оспрейз». Также выступал во Всеирландском чемпионате за клуб «Олд Уэсли». Игровую карьеру завершил по окончании сезона 2017/18.

### В сборной
В составе сборной ЮАР до 19 лет Штраус выиграл чемпионат мира 2005 года, но в основную сборную не вызывался. Ирландский регбийный союз позволил «Ленстеру» подписать Штрауса как «проектного игрока», чтобы в будущем он получил право играть за сборную Ирландии. В феврале 2012 года присоединился к сборной на учебно-тренировочном сборе в рамках подготовки к тест-матчу против Франции. В октябре 2012 года его вызвали на тест-матчи сборной Ирландии против ЮАР, Аргентины и Фиджи, положив конец спорам о возможности Штрауса выступать или не выступать за «парней в зелёном», и 10 ноября он дебютировал в матче против исторической родины, причём его визави в первой линии нападения стал его кузен Адриан Штраус.
24 ноября Рихардт сыграл второй матч против Аргентины, отметившись первой попыткой. 31 августа 2015 года он был включён в заявку сборной Ирландии на чемпионат мира, а 2 сентября официально получил ирландское гражданство вместе с тренером Ирландии Джо Шмидтом. Последнюю игру провёл 18 июня 2016 года также против ЮАР; всего сыграл 17 игр и набрал 10 очков благодаря двум попыткам.